# Боровиков Андрій Євстигнійович
Андрі́й Євстигні́йович Боровико́в (нар. 1912 — пом. 1938) — радянський військовий льотчик, учасник битви на озері Хасан, штурман бомбардувальника 59-ї авіаційної ескадрильї (1-ша Приморська армія, Далекосхідний фронт), старший лейтенант. Герой Радянського Союзу (1938).

## Життєпис
Народився 7 (20) вересня 1912 року в селі Жильково, нині — Єльнинського району Смоленської області Росії, в селянській родині. Росіянин.
До лав РСЧА призваний у 1932 році. Закінчив Оренбурзьке військове авіаційне училище.
Учасник битви на озері Хасан (29 липня — 11 серпня 1938 року). Під час бомбардування позицій супротивника літак був збитий. Старший лейтенант А. Є. Боровиков вистрибнув з парашутом і опинився на ворожій території. 6 серпня 1938 року загинув у нерівному бою з ворогом, намагаючись вийти до своїх.

## Нагороди
Указом Президії Верховної Ради СРСР від 25 жовтня 1938 року «за зразкове виконання бойових завдань і геройство, виявлене при обороні району озера Хасан», старшому лейтенантові Боровикову Андрію Євстигнійовичу присвоєне звання Героя Радянського Союзу (посмертно).
Був нагороджений орденоми Леніна (25.10.1938).